# Manny Oquendo
José Manuel “Manny” Oquendo (1 de enero de 1931 - 25 de marzo de 2009) fue un percusionista, timbalero,  director de orquesta nacido en New York de descendencia puertorriqueña. Su nombre completo es José Manuel Oquendo.  Sus apodos eran Manolo y Manny.
Nacido en la Gran Manzana (Brooklyn, New York) con raíces puertorriqueñas, Manny Oquendo comenzó a tocar desde edad temprana.  Su interés inicial y final siempre fueron los timbales y los bongós.  Su maestría en dichos instrumentos le permitió prestar sus servicios — ya sea tocando o grabando — con figuras tales como Tito Rodríguez, Pupy Campo, Tito Puente, Larry Harlow, Johnny Pacheco, Vicentico Valdés, Marcelino Guerra, Miguelito Valdés, Joe Cuba, Vitín Avilés, Israel "Cachao" López, Quincy Jones, José Curbelo, Alfredito Valdés, Dinah Washington, Charlie Palmieri, Eddie Palmieri, Vic Damone, Chico O’Farrill, Claudio Ferrer, Ralph Robles, Steve Turre, Billy Taylor, Mon Rivera, Paul Simon, Machito, Bobby Capó, Sexteto La Playa, Panchito Riset, Danny Rivera, Art Blakey, Grupo Folklórico y Experimental Nuevayorquino, Noro Morales y muchos más.

## Biografía
Manny Oquendo nació el 1ro de enero de 1931 en Brooklyn, New York.   Sus padres, Agustín y Josefina Oquendo, habían llegado a Nueva York provenientes de la ciudad de Ponce, Puerto Rico.  Fue músico,  autor, compositor, pianista, timbalero y director de orquesta.  Comenzó a estudiar percusión en 1945.  Trabajó en las bandas de Carlos Valero, Luis del Campo, Juan "El Boy" Torres, Chano Pozo, José Budet, Juanito Sanabria, Marcelino Guerra, José Curbelo, y Pupi Campo. En 1950, se convirtió en el bongocero de la orquesta de Tito Puente. Después tocó con Tito Rodríguez en 1954 y Vicentico Valdés en 1955. Trabajó como músico independiente en Nueva York antes de unirse al conjunto La Perfecta de Eddie Palmieri en 1962. Trabajó con su propio grupo Conjunto Libre (más tarde, simplemente conocido como Libre) a partir de 1974 y tuvo un éxito mundial con "Little Sunflower" en 1983.

## Discografía
- Con Salsa, Con Ritmo (Salsoul Records, 1976)
- Con Salsa, Con Ritmo Vol. 2 - Tiene Calidad, (Salsoul Records, 1978)
- Los Líderes de la Salsa (Salsoul Records, 1979)
- Libre Increíble (Salsoul Records, 1981)
- Ritmo, Sonido, y Estilo (Montuno Records, 1983)
- Mejor que Nunca (Milestone Records, 1994)
- Muévete! (Milestone Records, 1996)
- Ahora (Milestone Records, 1999)
- Los New Yorkinos (Milestone Records, 2000)